# Château de Montureux-lès-Gray
 (juillet 2015).
Le château de Montureux-lès-Gray est un château situé à Montureux-et-Prantigny, en France.

## Localisation
Le château est situé sur la commune de Montureux-et-Prantigny, dans le département français de la Haute-Saône.

## Historique
L'édifice est inscrit au titre des monuments historiques en 1992.